# Ali Riza-paša
Ali Riza-paša (1859. – 1933.), turski maršal. Po završetku Ratne škole upućen je 1886. u Njemačku na trogodišnje vojno usavršavanje. Godine 1903. guverner je i zapovjednik Bitolja, a godinu dana kasnije imenovan je za zapovjednika vojnih snaga u Jemenu. U čin maršala promaknut je 1905.
Za vrijeme Mladoturske revolucije 1908. izabran je za senatora, i dva puta je imenovan ministrom vojske. U Prvom balkanskom ratu, zapovijedao je Zapadnom turskom vojskom prema Srbiji, Crnoj Gori i Grčkoj. Poslije poraza Vardarske armije kod Kumanova, Ali Riza-paša je neko vrijeme zadržao srpsku vojsku kod Bitolja. U međuvremenu je pobijedio grčku 5. diviziju kod Vevija (Veúi, Banica) i Amindeona (Amyntaion, Sorovićevo), što mu je omogućilo da dijelove Vardarske armije izvuče prema Florini (Lerin).
Tijekom 1919. bio je predsjednik vlade, odnosno veliki vezir.